# Univerza Sussexa
Univerza Sussexa (izvirno angleško University of Sussex) je javna raziskovalna univerza s sedežem na obrobju mesta Brighton in Hove v Veliki Britaniji. Poimenovana je po zgodovinskem okrožju Sussex, kraljevsko listino pa je prejela avgusta 1961. Times Higher Education Awards jo je leta 2011 uvrstil v ožji izbor za naziv »univerza leta«. Univerza Sussexa je bila ustanovna članica Skupine 1994 (1994 Group) raziskovalno-intenzivnih univerz, ki je bila ustanovljena za namene promoviranja odličnosti raziskav in poučevanja.
Na Sussexu delujejo trije Nobelovi nagrajenci, 14 članov Kraljeve družbe (Fellows of the Royal Society), šest članov Britanske akademije (Fellows of the British Academy) in prejemnik nagrade Crafoord. Times Higher Education World University Rankings trenutno uvršča Sussex na 11. mesto v Združenem Kraljestvu, 31. v Evropi in 99. na svetu (kar univerzo uvršča med najboljših 1 % svetovnih univerz). Academic Ranking of World Universities za leto 2012/2013 uvršča Sussex med najboljših 14 univerz v Združenem Kraljestvu ter med najboljših 100 na svetu. U-Multirank je maja 2014 podelil univerzi najvišjo možno oceno. 
Sussex ima študente iz 120 držav in redno sodeluje z univerzami podobne kakovosti z vsega sveta, med njimi so Univerza Harvard, Univerza Yale, Univerza Georgetown, Univerza Kalifornije, Berkeley, Univerza Pensilvanije, Univerza v Parizu IV: Paris-Sorbonne in Univerza v Torontu.